# مقاطعة زاباروجيا

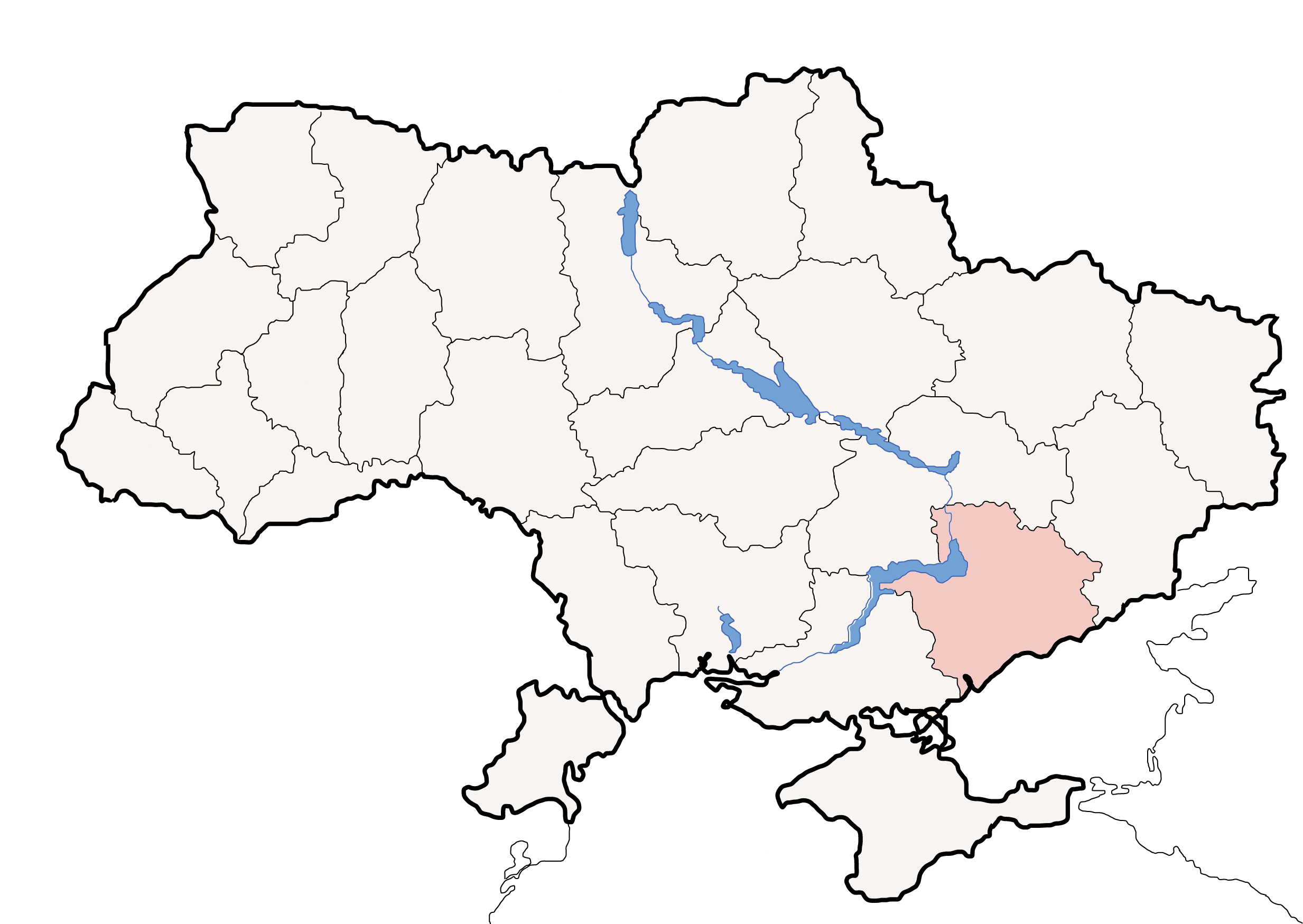
موقع زابوروجييه أوبلاست (أحمر) داخل أوكرانيا (أزرق)

مقاطعة زاباروجيا أو زَبُرُجية أو زابوروجييه (بالأوكرانية: Запорі́зька о́бласт) هي أُبلَست (مقاطعة) في الجزء الجنوبي الشرقي من أوكرانيا سابقاً قبل إجراء روسيا استفتاء على استقلال المقاطعة والذي أدى إلى انضمامها بنتيجة الأغلبية المطلقة إلى الاتحاد الروسي في 30 سبتمبر سنة 2022 خلال الغزو الروسي لأوكرانيا 2022 وسط إدانة من قبل أوكرانيا وحلفائها الغربيين. المركز الإداري للمقاطعة هو مدينة زابوروجييه. ويبلغ عدد سكان المنطقة 1,783,917 نسمة (حسب إحصاء عام 2013) وتغطي مساحة 27.18 ألف كم².

## توأمة
لمقاطعة زبرجية اتفاقيات توأمة مع:
- تشونغتشينغ

## الوصلات الخارجية
- الموقع الرسمي لإدارة زابوروجييه أوبلاست